# گروه نزدک اوام‌اکس
گروه نزدک اوام‌اکس (به انگلیسی: NASDAQ OMX Group) شرکت چندملیتی و آمریکایی خدمات مالی است، که مالک و مجری بازار بورس نزدک و هشت بازار بورس اوراق بهادار دیگر، در اروپا می‌باشد. 
این ۸ بازار بورس؛ در کشورهای حوزه نوردیک، کشورهای حوزه اسکاندیناوی، کشورهای حوزه دریای بالتیک و ارمنستان را مستقر می‌باشند، که عمومأ با برند اوام‌اکس فعالیت می‌کنند.
دفتر مرکزی گروه نزدک اوام‌اکس در شهر نیویورک قرار دارد. مدیر عامل آن رابرت گریفیلد می‌باشد. 